# Olympische Winterspiele 2006/Teilnehmer (Mazedonien)
| Gelbes Symbol für Goldmedaillen mit stilisierten Olympischen Ringen | Graues Symbol für Silbermedaillen mit stilisierten Olympischen Ringen | Braundes Symbol für Bronzemedaillen mit stilisierten Olympischen Ringen |
| ------------------------------------------------------------------- | --------------------------------------------------------------------- | ----------------------------------------------------------------------- |
| —                                                                   | —                                                                     | —                                                                       |

Mazedonien nahm an den Olympischen Winterspielen 2006 im italienischen Turin mit einer Delegation von drei Athleten teil.

## Flaggenträger
Der alpine Skirennläufer Gjorgi Markovski trug die Flagge Mazedoniens sowohl während der Eröffnungs- als auch bei der Schlussfeier.

## Teilnehmer nach Sportarten

### Ski Alpin
| Athleten         | Wettbewerbe  | 1. Lauf     | 2. Lauf     | Gesamt      | Gesamt |
| Athleten         | Wettbewerbe  | Zeit        | Zeit        | Zeit        | Rang   |
| ---------------- | ------------ | ----------- | ----------- | ----------- | ------ |
| Männer           |              |             |             |             |        |
| Gjorgi Markovski | Riesenslalom | DNF         | DNF         | DNF         | DNF    |
| Gjorgi Markovski | Slalom       | 1:04,03 min | DNF         | DNF         | DNF    |
| Frauen           |              |             |             |             |        |
| Ivana Ivcevska   | Riesenslalom | 1:13,89 min | 1:23,47 min | 2:37,36 min | 40     |
| Ivana Ivcevska   | Slalom       | 52,40 s     | 57,73 s     | 1:50,13 min | 48     |

### Ski Nordisch
| Athleten          | Wettbewerbe     | Zeit         | Rang |
| ----------------- | --------------- | ------------ | ---- |
| Männer            |                 |              |      |
| Darko Damjanovski | 15 km klassisch | 48:33,70 min | 84   |